# Франкенштейн против Барагона
Франкенштейн против Барагона (яп. フランケンシュタイン対地底怪獣) — японский фильм-токусацу, снятый Исиро Хондой. Это первый японский фильм с участием монстра Франкенштейна, также здесь впервые показан кайдзю Барагон и повторно — осьминог Оодако. Изначально в фильме должен был появиться и знаменитый кайдзю Годзилла, но во время написания сценария он был заменён другими монстрами. Впервые фильм был показан 8 августа 1965 года в Японии и имел столь поразительный успех, что год спустя вышел сиквел — «Чудовища Франкенштейна: Санда против Гайры».
Релиз полной версии фильма на DVD состоялся в 2007 году.

## Сюжет
В конце Второй мировой войны правительство нацистской Германии конфискует у доктора Райзендорфа и тайно отправляет в Японию живое сердце монстра Франкенштейна, которое доктор изучал. Груз достигает цели, но вскоре теряется во время атомных бомбардировок Хиросимы.
Спустя пятнадцать лет в Хиросиме появляется странный полудикий мальчик, который бродит ночами по улицам города и охотится на бездомных собак и сбежавших домашних питомцев. Сначала горожане стараются игнорировать его присутствие, но после того как мальчик поедает кролика из школьного живого уголка, на него начинается охота. Мальчика ловят и отвозят на изучение доктору Кеньисиро Кавадзи и его коллегам Джеймсу Боуэну и Сюеко Тогами.
Их исследование поведения мальчика приводит к выводу, что это оказавшийся на воле монстр Франкенштейн, мутировавший от радиации атомных бомб, сброшенных на Хиросиму в 1945 году. Власти сперва не верят такому мнению и требуют доказательств. Тогда, вопреки возражениям Суэко Тогами, Франкенштейну ампутируют руку, которая некоторое время остаётся живой, а у монстра вскоре отрастает новая рука. Теперь сомнений нет ни у кого, а между тем Франкенштейн неконтролируемо быстро растёт и уже едва помещается в своей клетке. Тем не менее он ведёт себя достаточно спокойно.
В это самое время рабочие одной угольной шахты в пригороде сталкиваются на глубине с гигантским монстром Барагоном. Известие о подземном монстре быстро разносится по округе, но власти не спешат с выводами.
Одной ночью достаточно выросший Франкенштейн сбегает из своей клетки и после недолгого скитания по городу скрывается в лесу.
Барагон выходит из шахты на поверхность и начинает разрушать все селения в окрестности. Из властей в существование гигантской подземной рептилии почти никто не верит и во всех разрушениях обвиняют сбежавшего Франкенштейна. Но Боуэн, Тогами и Кавадзи уверены, что это не Франкенштейн. Они отправляются к местам последних разрушений и там сталкиваются с Барагоном.
После этого правительство решает атаковать Барагона, но монстр скрывается от них в лесу и под землёй. Вскоре он встречается с Франкенштейном у подножий горы Ибуки. Начинается битва, Франкенштейн пытается свернуть Барагону шею, но не может причинить ему вреда из-за крепкой брони монстра. Барагон же к тому же выстреливает в него атомным лучом (правда, довольно слабым, не наносящим особых повреждений). В конце концов Франкенштейн сбрасывает Барагона в пропасть при помощи загоревшихся деревьев.
И после того, когда, как казалось, исход битвы решён, неизвестно откуда появляется гигантский осьминог Оодако. Ослабевший Франкенштейн не может долго сопротивляться. Он хватает осьминога, оба чудовища падают с обрыва и скрываются под водой.
Наблюдавшие за битвой монстров Боуэн и Тогами остаются уверенными, что Франкенштейн всё-таки остался жив, и его следующее появление не заставит себя долго ждать.

## В ролях
- Ник Адамс — Джеймс Боуэн;
- Куми Мидзуно[англ.] — Суэко Тогами;
- Тадао Такасима — Кэнъитиро Кавадзи;
- Ёсио Цутия[англ.] — капитан Каваи;
- Ёсифуми Тадзима[англ.] — Мурата;
- Симура Такаси — хирург Хиросимы;
- Петер Манн — доктор Райзендорф;
- Кэйко Саваи — Тацуко Тоои;
- Койдзи Фурухата — Франкенштейн;
- Сумио Накао — молодой Франкенштейн;
- Харуо Накадзима — Барагон.

## История создания

### Первые наброски
Кинокомпания Toho всегда была заинтересована в таком персонаже как чудовище Франкенштейна. Ещё к концу 1950-х гг у продюсера Томоюки Танака родился замысел снять фильм «Франкенштейн против Туманного человека» (フランケンシュタイン対ガス人間 — Frankenstein vs. the Human Vapor). В 1960 году по подобию сюжета был снят фильм, но без участия Франкенштейна.
В 1962 году Toho привлекла для проекта американского продюсера Джона Бека, и тот предложил снять фильм «Кинг-Конг против Франкенштейна», позже поменяв название на «Кинг-Конг против Прометея». Но руководство Toho было больше заинтересовано в том, чтобы Кинг-Конг сразился с их более прославленным монстром — Годзиллой. Идея была принята и в результате в свет вышел «Кинг-Конг против Годзиллы».
Следующие два года сюжет с Франкенштейном находился в разработке. Из относительно небольшого существа Франкенштейн превратился в громадного монстра, мутировавшего от радиации атомных бомб. По наброскам сценария 1963—1964 годов Франкенштейн должен был одолеть Годзиллу, образ которого в фильме должен был вновь быть ужасающим. В конце он должен был убить Франкенштейна, персонаж которого тоже должен был стать более отрицательным, чем в конечном варианте. Годзиллу всё-таки вычеркнули из сценария, но знаменитый монстр всё же появился в фильмах «Годзилла против Мотры» и «Гидора, трёхголовый монстр» 1964 года.

### Готовый сюжет
Близкий к окончательному вариант сценария был готов к 1965 году, когда к проекту подключился американский продюсер Генри Саперстейн.
Место Годзиллы в фильме досталось динозавроподобному подземному существу, получившему название Барагон (его вероятным прототипом является цератозавр). Кроме того, в фильме появился гигантский спрут Оодако, уже известный зрителям по фильму «Кинг-Конг против Годзиллы». Большинство деталей предыдущего варианта сюжета были сохранены, за исключением появления нескольких новых персонажей, в частности, доктора Боуэна.

## Франкенштейн в фильме
Это один из фильмов, где имя чудовищу присвоено ошибочно. На самом деле Франкенштейном зовут учёного-создателя, а его творение — «чудовищем Франкенштейна». Здесь же Франкенштейном зовут самого монстра.

## В зарубежном прокате
В США сокращённый вариант фильма был показан под руководством American International Pictures в 1966 году. Название фильма было изменено и звучало как «Франкенштейн завоёвывает мир» (Frankenstein Conquers the World). Большинство вырезанных сцен не имеют особого значения за исключением эпизода битвы Франкенштейна с Оодако. Американская публика некоторое время даже не подозревала о существовании этой сцены. Позже эпизод с Оодако (получивший название «Франкенштейн против Гигантской каракатицы») начал распространяться вместе с полной версией фильма.
Американский постер весьма сильно отличается от оригинального, облик Барагона на нём изменён до неузнаваемости.
В Европе фильм также имел большой успех. По этой причине в названиях последующих фильмов токусацу иногда вставлялось имя Франкенштейна ради привлечения широкого круга зрителей.

## Сиквел
«Франкенштейн против Барагона» стал вторым дайкайдзю-фильмом после Годзиллы, у которого появился сиквел. В вышедшем в 1966 году фильме «Санда против Гайры» появившиеся потомки Франкенштейна — Санда и Гайра — начинают битву уже между собой, вокруг их противостояния и развёртывается весь сюжет. В самом начале фильма снова появляется Оодако, который выжил после схватки с Франкенштейном, но был убит Гайрой. Эта сцена с гигантским осьминогом не была вырезана в американском прокате.